# Louis-Siffrein-Joseph de Salamon
Louis-Siffrein-Joseph de Salamon (Carpentras, 22 ottobre 1750 – Saint-Flour, 11 giugno 1829) è stato un vescovo cattolico e diplomatico francese.

## Biografia
Nato a Carpentras il 22 ottobre 1750, studiò legge e teologia ad Avignone. Fu uditore della Sacra Rota e membro del Parlamento di Parigi, e in seguito internunzio di papa Pio VI presso il re di Francia Luigi XVI.
Visse in prima persona la Rivoluzione francese, finendo addirittura in prigione, e la descrisse nei suoi diari pubblicati postumi (Mémoires inédits de l’internonce à Paris pendant la Révolution, 1790-1801).
Fu nominato da papa Pio VII dapprima vescovo titolare di Ortosia di Caria (1807-1820) e in seguito vescovo di Saint-Flour (1820-1829), dove morì l'11 giugno 1829.